# Dora Alonso
Doralina de la Caridad Alonso Pérez, més coneguda com a Dora Alonso   (Matanzas, 22 de desembre de 1910 - l'Havana, 21 de març de 2001), va ser una escriptora i periodista cubana que treballà en premsa i ràdio.
Va escriure novel·les, històries curtes, poesia, teatre i va destacar com a autora de literatura infantil. També va escriure guions per a ràdio i televisió i va ser corresponsal de guerra. Entre les seves obres destaquen Tierra adentro (1944, Premi Nacional de Novel·la de Cuba) i Tierra inerme (1961, Premi Casa de las Américas), entre d'altres.
El 1981 li va ser concedida la Distinció per la Cultura Nacional; el 1988, l'Ordre Félix Varela de Primer Grau, la més alta que concedeix el Consell d'Estat de la República de Cuba, i el Premi Nacional de Literatura; el 1997, el Premi Mundial de Literatura Infantil José Martí.